# The Big Heat (film)
Pour les articles homonymes, voir The Big Heat.
Pour plus de détails, voir Fiche technique et Distribution.
The Big Heat (城市特警, Seng fat dak ging) est un film hongkongais de 1988, réalisé par Johnnie To.